# 1627
Portal Geschichte | Portal Biografien | Aktuelle Ereignisse | Jahreskalender | Tagesartikel

◄ |
16. Jahrhundert |
17. Jahrhundert
| 18. Jahrhundert | ►

◄ |
1590er |
1600er |
1610er |
1620er
| 1630er | 1640er | 1650er | ►

◄◄ |
◄ |
1623 |
1624 |
1625 |
1626 |
1627
| 1628 | 1629 | 1630 | 1631 | ► | ►►
Staatsoberhäupter  · Nekrolog   · Musikjahr
| Januar | Januar | Januar | Januar | Januar | Januar | Januar | Januar |
| Kw     | Mo     | Di     | Mi     | Do     | Fr     | Sa     | So     |
| ------ | ------ | ------ | ------ | ------ | ------ | ------ | ------ |
| 53     |        |        |        |        | 1      | 2      | 3      |
| 1      | 4      | 5      | 6      | 7      | 8      | 9      | 10     |
| 2      | 11     | 12     | 13     | 14     | 15     | 16     | 17     |
| 3      | 18     | 19     | 20     | 21     | 22     | 23     | 24     |
| 4      | 25     | 26     | 27     | 28     | 29     | 30     | 31     |

| Februar | Februar | Februar | Februar | Februar | Februar | Februar | Februar |
| Kw      | Mo      | Di      | Mi      | Do      | Fr      | Sa      | So      |
| ------- | ------- | ------- | ------- | ------- | ------- | ------- | ------- |
| 5       | 1       | 2       | 3       | 4       | 5       | 6       | 7       |
| 6       | 8       | 9       | 10      | 11      | 12      | 13      | 14      |
| 7       | 15      | 16      | 17      | 18      | 19      | 20      | 21      |
| 8       | 22      | 23      | 24      | 25      | 26      | 27      | 28      |

| März | März | März | März | März | März | März | März |
| Kw   | Mo   | Di   | Mi   | Do   | Fr   | Sa   | So   |
| ---- | ---- | ---- | ---- | ---- | ---- | ---- | ---- |
| 9    | 1    | 2    | 3    | 4    | 5    | 6    | 7    |
| 10   | 8    | 9    | 10   | 11   | 12   | 13   | 14   |
| 11   | 15   | 16   | 17   | 18   | 19   | 20   | 21   |
| 12   | 22   | 23   | 24   | 25   | 26   | 27   | 28   |
| 13   | 29   | 30   | 31   |      |      |      |      |

| April | April | April | April | April | April | April | April |
| Kw    | Mo    | Di    | Mi    | Do    | Fr    | Sa    | So    |
| ----- | ----- | ----- | ----- | ----- | ----- | ----- | ----- |
| 13    |       |       |       | 1     | 2     | 3     | 4     |
| 14    | 5     | 6     | 7     | 8     | 9     | 10    | 11    |
| 15    | 12    | 13    | 14    | 15    | 16    | 17    | 18    |
| 16    | 19    | 20    | 21    | 22    | 23    | 24    | 25    |
| 17    | 26    | 27    | 28    | 29    | 30    |       |       |

| Mai | Mai | Mai | Mai | Mai | Mai | Mai | Mai |
| Kw  | Mo  | Di  | Mi  | Do  | Fr  | Sa  | So  |
| --- | --- | --- | --- | --- | --- | --- | --- |
| 17  |     |     |     |     |     | 1   | 2   |
| 18  | 3   | 4   | 5   | 6   | 7   | 8   | 9   |
| 19  | 10  | 11  | 12  | 13  | 14  | 15  | 16  |
| 20  | 17  | 18  | 19  | 20  | 21  | 22  | 23  |
| 21  | 24  | 25  | 26  | 27  | 28  | 29  | 30  |
| 22  | 31  |     |     |     |     |     |     |

| Juni | Juni | Juni | Juni | Juni | Juni | Juni | Juni |
| Kw   | Mo   | Di   | Mi   | Do   | Fr   | Sa   | So   |
| ---- | ---- | ---- | ---- | ---- | ---- | ---- | ---- |
| 22   |      | 1    | 2    | 3    | 4    | 5    | 6    |
| 23   | 7    | 8    | 9    | 10   | 11   | 12   | 13   |
| 24   | 14   | 15   | 16   | 17   | 18   | 19   | 20   |
| 25   | 21   | 22   | 23   | 24   | 25   | 26   | 27   |
| 26   | 28   | 29   | 30   |      |      |      |      |

| Juli | Juli | Juli | Juli | Juli | Juli | Juli | Juli |
| Kw   | Mo   | Di   | Mi   | Do   | Fr   | Sa   | So   |
| ---- | ---- | ---- | ---- | ---- | ---- | ---- | ---- |
| 26   |      |      |      | 1    | 2    | 3    | 4    |
| 27   | 5    | 6    | 7    | 8    | 9    | 10   | 11   |
| 28   | 12   | 13   | 14   | 15   | 16   | 17   | 18   |
| 29   | 19   | 20   | 21   | 22   | 23   | 24   | 25   |
| 30   | 26   | 27   | 28   | 29   | 30   | 31   |      |

| August | August | August | August | August | August | August | August |
| Kw     | Mo     | Di     | Mi     | Do     | Fr     | Sa     | So     |
| ------ | ------ | ------ | ------ | ------ | ------ | ------ | ------ |
| 30     |        |        |        |        |        |        | 1      |
| 31     | 2      | 3      | 4      | 5      | 6      | 7      | 8      |
| 32     | 9      | 10     | 11     | 12     | 13     | 14     | 15     |
| 33     | 16     | 17     | 18     | 19     | 20     | 21     | 22     |
| 34     | 23     | 24     | 25     | 26     | 27     | 28     | 29     |
| 35     | 30     | 31     |        |        |        |        |        |

| September | September | September | September | September | September | September | September |
| Kw        | Mo        | Di        | Mi        | Do        | Fr        | Sa        | So        |
| --------- | --------- | --------- | --------- | --------- | --------- | --------- | --------- |
| 35        |           |           | 1         | 2         | 3         | 4         | 5         |
| 36        | 6         | 7         | 8         | 9         | 10        | 11        | 12        |
| 37        | 13        | 14        | 15        | 16        | 17        | 18        | 19        |
| 38        | 20        | 21        | 22        | 23        | 24        | 25        | 26        |
| 39        | 27        | 28        | 29        | 30        |           |           |           |

| Oktober | Oktober | Oktober | Oktober | Oktober | Oktober | Oktober | Oktober |
| Kw      | Mo      | Di      | Mi      | Do      | Fr      | Sa      | So      |
| ------- | ------- | ------- | ------- | ------- | ------- | ------- | ------- |
| 39      |         |         |         |         | 1       | 2       | 3       |
| 40      | 4       | 5       | 6       | 7       | 8       | 9       | 10      |
| 41      | 11      | 12      | 13      | 14      | 15      | 16      | 17      |
| 42      | 18      | 19      | 20      | 21      | 22      | 23      | 24      |
| 43      | 25      | 26      | 27      | 28      | 29      | 30      | 31      |

| November | November | November | November | November | November | November | November |
| Kw       | Mo       | Di       | Mi       | Do       | Fr       | Sa       | So       |
| -------- | -------- | -------- | -------- | -------- | -------- | -------- | -------- |
| 44       | 1        | 2        | 3        | 4        | 5        | 6        | 7        |
| 45       | 8        | 9        | 10       | 11       | 12       | 13       | 14       |
| 46       | 15       | 16       | 17       | 18       | 19       | 20       | 21       |
| 47       | 22       | 23       | 24       | 25       | 26       | 27       | 28       |
| 48       | 29       | 30       |          |          |          |          |          |

| Dezember | Dezember | Dezember | Dezember | Dezember | Dezember | Dezember | Dezember |
| Kw       | Mo       | Di       | Mi       | Do       | Fr       | Sa       | So       |
| -------- | -------- | -------- | -------- | -------- | -------- | -------- | -------- |
| 48       |          |          | 1        | 2        | 3        | 4        | 5        |
| 49       | 6        | 7        | 8        | 9        | 10       | 11       | 12       |
| 50       | 13       | 14       | 15       | 16       | 17       | 18       | 19       |
| 51       | 20       | 21       | 22       | 23       | 24       | 25       | 26       |
| 52       | 27       | 28       | 29       | 30       | 31       |          |          |

| Januar | Januar | Januar | Januar | Januar | Januar | Januar | Januar |
| Kw     | Mo     | Di     | Mi     | Do     | Fr     | Sa     | So     |
| ------ | ------ | ------ | ------ | ------ | ------ | ------ | ------ |
| 53     |        |        |        |        | 1      | 2      | 3      |
| 1      | 4      | 5      | 6      | 7      | 8      | 9      | 10     |
| 2      | 11     | 12     | 13     | 14     | 15     | 16     | 17     |
| 3      | 18     | 19     | 20     | 21     | 22     | 23     | 24     |
| 4      | 25     | 26     | 27     | 28     | 29     | 30     | 31     |

| Februar | Februar | Februar | Februar | Februar | Februar | Februar | Februar |
| Kw      | Mo      | Di      | Mi      | Do      | Fr      | Sa      | So      |
| ------- | ------- | ------- | ------- | ------- | ------- | ------- | ------- |
| 5       | 1       | 2       | 3       | 4       | 5       | 6       | 7       |
| 6       | 8       | 9       | 10      | 11      | 12      | 13      | 14      |
| 7       | 15      | 16      | 17      | 18      | 19      | 20      | 21      |
| 8       | 22      | 23      | 24      | 25      | 26      | 27      | 28      |

| März | März | März | März | März | März | März | März |
| Kw   | Mo   | Di   | Mi   | Do   | Fr   | Sa   | So   |
| ---- | ---- | ---- | ---- | ---- | ---- | ---- | ---- |
| 9    | 1    | 2    | 3    | 4    | 5    | 6    | 7    |
| 10   | 8    | 9    | 10   | 11   | 12   | 13   | 14   |
| 11   | 15   | 16   | 17   | 18   | 19   | 20   | 21   |
| 12   | 22   | 23   | 24   | 25   | 26   | 27   | 28   |
| 13   | 29   | 30   | 31   |      |      |      |      |

| April | April | April | April | April | April | April | April |
| Kw    | Mo    | Di    | Mi    | Do    | Fr    | Sa    | So    |
| ----- | ----- | ----- | ----- | ----- | ----- | ----- | ----- |
| 13    |       |       |       | 1     | 2     | 3     | 4     |
| 14    | 5     | 6     | 7     | 8     | 9     | 10    | 11    |
| 15    | 12    | 13    | 14    | 15    | 16    | 17    | 18    |
| 16    | 19    | 20    | 21    | 22    | 23    | 24    | 25    |
| 17    | 26    | 27    | 28    | 29    | 30    |       |       |

| Mai | Mai | Mai | Mai | Mai | Mai | Mai | Mai |
| Kw  | Mo  | Di  | Mi  | Do  | Fr  | Sa  | So  |
| --- | --- | --- | --- | --- | --- | --- | --- |
| 17  |     |     |     |     |     | 1   | 2   |
| 18  | 3   | 4   | 5   | 6   | 7   | 8   | 9   |
| 19  | 10  | 11  | 12  | 13  | 14  | 15  | 16  |
| 20  | 17  | 18  | 19  | 20  | 21  | 22  | 23  |
| 21  | 24  | 25  | 26  | 27  | 28  | 29  | 30  |
| 22  | 31  |     |     |     |     |     |     |

| Juni | Juni | Juni | Juni | Juni | Juni | Juni | Juni |
| Kw   | Mo   | Di   | Mi   | Do   | Fr   | Sa   | So   |
| ---- | ---- | ---- | ---- | ---- | ---- | ---- | ---- |
| 22   |      | 1    | 2    | 3    | 4    | 5    | 6    |
| 23   | 7    | 8    | 9    | 10   | 11   | 12   | 13   |
| 24   | 14   | 15   | 16   | 17   | 18   | 19   | 20   |
| 25   | 21   | 22   | 23   | 24   | 25   | 26   | 27   |
| 26   | 28   | 29   | 30   |      |      |      |      |

| Juli | Juli | Juli | Juli | Juli | Juli | Juli | Juli |
| Kw   | Mo   | Di   | Mi   | Do   | Fr   | Sa   | So   |
| ---- | ---- | ---- | ---- | ---- | ---- | ---- | ---- |
| 26   |      |      |      | 1    | 2    | 3    | 4    |
| 27   | 5    | 6    | 7    | 8    | 9    | 10   | 11   |
| 28   | 12   | 13   | 14   | 15   | 16   | 17   | 18   |
| 29   | 19   | 20   | 21   | 22   | 23   | 24   | 25   |
| 30   | 26   | 27   | 28   | 29   | 30   | 31   |      |

| August | August | August | August | August | August | August | August |
| Kw     | Mo     | Di     | Mi     | Do     | Fr     | Sa     | So     |
| ------ | ------ | ------ | ------ | ------ | ------ | ------ | ------ |
| 30     |        |        |        |        |        |        | 1      |
| 31     | 2      | 3      | 4      | 5      | 6      | 7      | 8      |
| 32     | 9      | 10     | 11     | 12     | 13     | 14     | 15     |
| 33     | 16     | 17     | 18     | 19     | 20     | 21     | 22     |
| 34     | 23     | 24     | 25     | 26     | 27     | 28     | 29     |
| 35     | 30     | 31     |        |        |        |        |        |

| September | September | September | September | September | September | September | September |
| Kw        | Mo        | Di        | Mi        | Do        | Fr        | Sa        | So        |
| --------- | --------- | --------- | --------- | --------- | --------- | --------- | --------- |
| 35        |           |           | 1         | 2         | 3         | 4         | 5         |
| 36        | 6         | 7         | 8         | 9         | 10        | 11        | 12        |
| 37        | 13        | 14        | 15        | 16        | 17        | 18        | 19        |
| 38        | 20        | 21        | 22        | 23        | 24        | 25        | 26        |
| 39        | 27        | 28        | 29        | 30        |           |           |           |

| Oktober | Oktober | Oktober | Oktober | Oktober | Oktober | Oktober | Oktober |
| Kw      | Mo      | Di      | Mi      | Do      | Fr      | Sa      | So      |
| ------- | ------- | ------- | ------- | ------- | ------- | ------- | ------- |
| 39      |         |         |         |         | 1       | 2       | 3       |
| 40      | 4       | 5       | 6       | 7       | 8       | 9       | 10      |
| 41      | 11      | 12      | 13      | 14      | 15      | 16      | 17      |
| 42      | 18      | 19      | 20      | 21      | 22      | 23      | 24      |
| 43      | 25      | 26      | 27      | 28      | 29      | 30      | 31      |

| November | November | November | November | November | November | November | November |
| Kw       | Mo       | Di       | Mi       | Do       | Fr       | Sa       | So       |
| -------- | -------- | -------- | -------- | -------- | -------- | -------- | -------- |
| 44       | 1        | 2        | 3        | 4        | 5        | 6        | 7        |
| 45       | 8        | 9        | 10       | 11       | 12       | 13       | 14       |
| 46       | 15       | 16       | 17       | 18       | 19       | 20       | 21       |
| 47       | 22       | 23       | 24       | 25       | 26       | 27       | 28       |
| 48       | 29       | 30       |          |          |          |          |          |

| Dezember | Dezember | Dezember | Dezember | Dezember | Dezember | Dezember | Dezember |
| Kw       | Mo       | Di       | Mi       | Do       | Fr       | Sa       | So       |
| -------- | -------- | -------- | -------- | -------- | -------- | -------- | -------- |
| 48       |          |          | 1        | 2        | 3        | 4        | 5        |
| 49       | 6        | 7        | 8        | 9        | 10       | 11       | 12       |
| 50       | 13       | 14       | 15       | 16       | 17       | 18       | 19       |
| 51       | 20       | 21       | 22       | 23       | 24       | 25       | 26       |
| 52       | 27       | 28       | 29       | 30       | 31       |          |          |

## Ereignisse

### Politik und Weltgeschehen

#### Dreißigjähriger Krieg
- 10. Mai: Ferdinand II. erlässt die Verneuerte Landesordnung für das Königreich Böhmen. In dem absolutistischen Dokument werden die Stände entmachtet, die Wahlmonarchie wird abgeschafft und Böhmen zum Erbbesitz der Habsburger erklärt. Die Landesordnung ist damit das inhaltliche Gegenprogramm zur Böhmischen Konföderation von 1619.

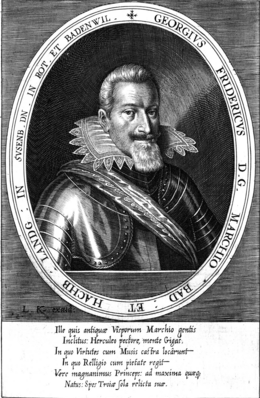
Georg Friedrich von Baden Durlach

- 24. September: Im Gefecht am Oldenburger Graben in der Nähe von Heiligenhafen an der Ostsee erleiden die Dänen unter Georg Friedrich von Baden-Durlach eine vernichtende Niederlage gegen die Kaiserlichen unter Heinrich Schlik zu Bassano und Weißkirchen und müssen kapitulieren. Georg Friedrich scheidet daraufhin im Oktober im Streit aus den dänischen Diensten.

#### Polnisch-Schwedischer Krieg
- 28. November: Im Polnisch-Schwedischen Krieg siegen die Polen in der Seeschlacht von Oliwa und brechen damit die schwedische Belagerung Danzigs.

#### Achtzigjähriger Krieg

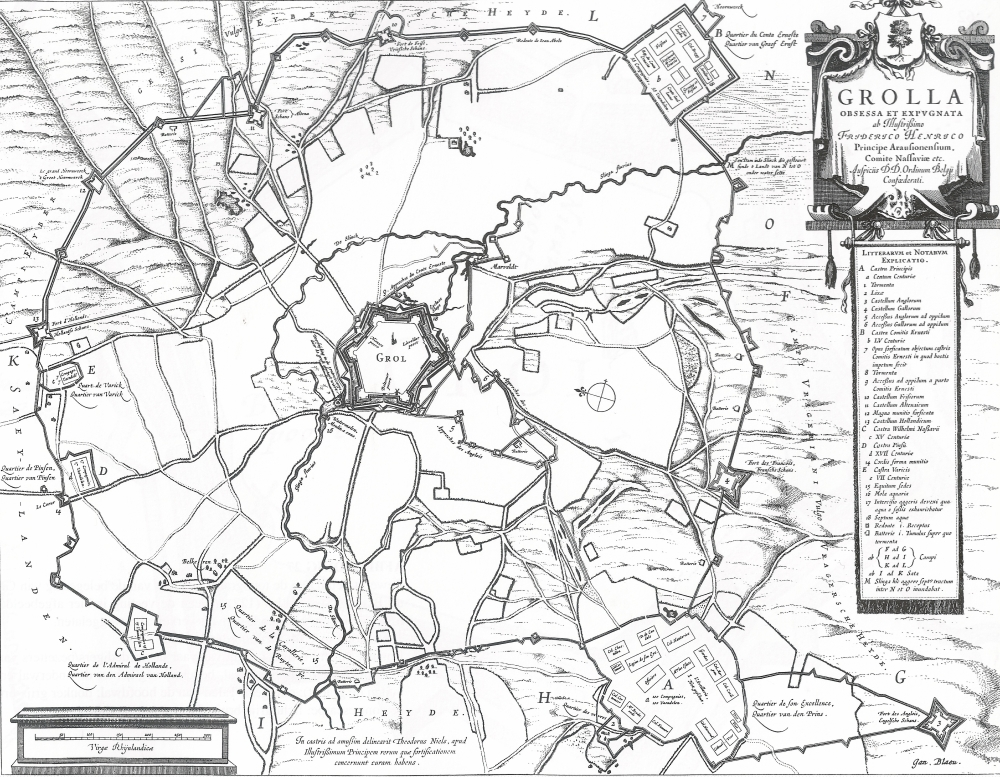
Belagerung von Groenlo

- Friedrich Heinrich von Oranien erobert nach schweren Kämpfen die Stadt Groenlo endgültig für die Niederlande.

#### Hugenottenkriege
- 4. August: Beginn der Belagerung von La Rochelle durch Truppen des französischen Königs Ludwig XIII.

#### Weitere Ereignisse in Europa

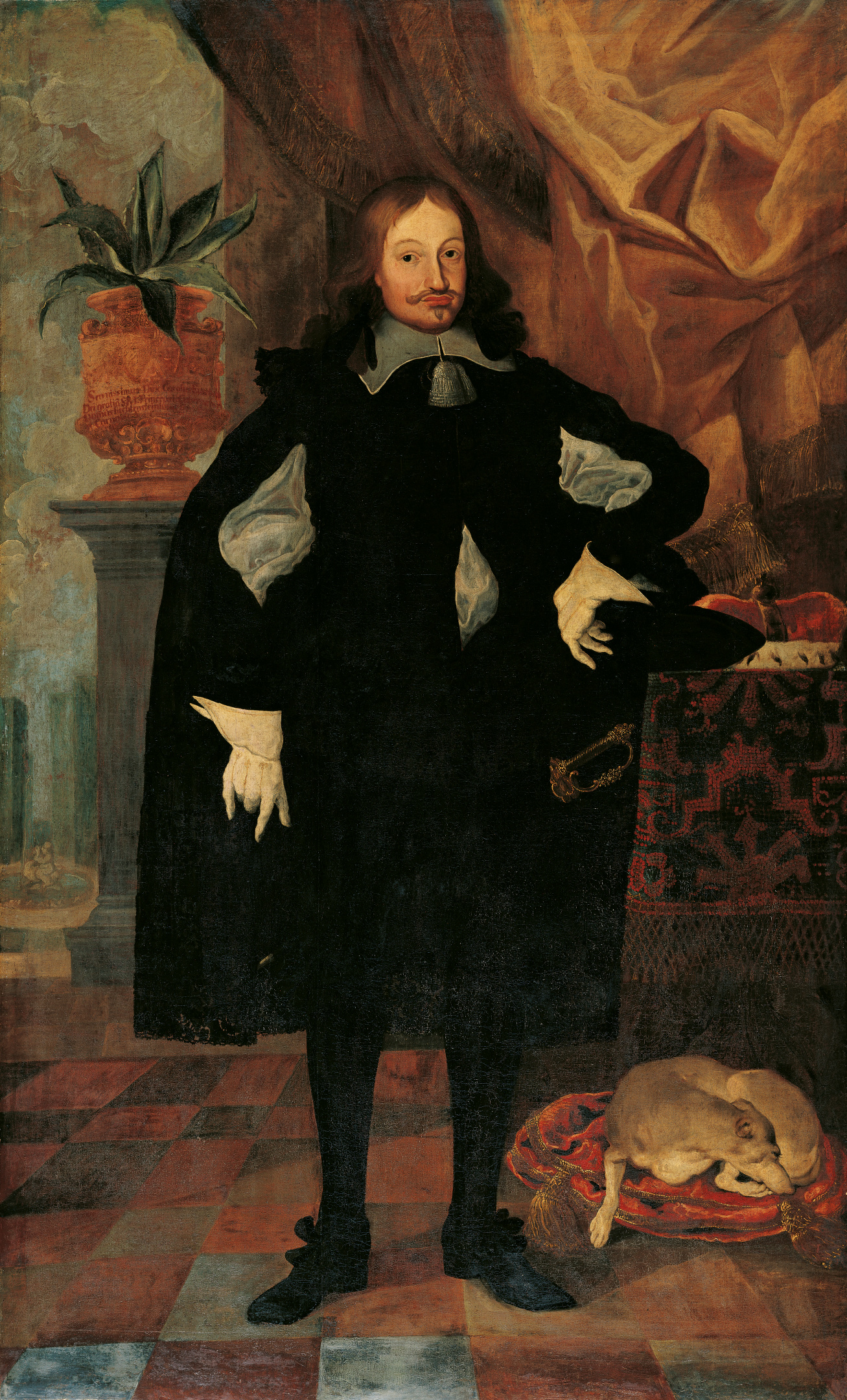
Karl Eusebius von Liechtenstein

- 12. Februar: Nach dem Tod von Karl I. wird sein Sohn Karl Eusebius zweiter Fürst von Liechtenstein.
- 16. Juli: Korsaren nehmen auf der isländischen Inselgruppe Vestmannaeyjar einheimische Frauen und junge Leute gefangen, um sie in den Barbareskenstaaten als Sklaven zu verkaufen. Andere Bewohner werden getötet.

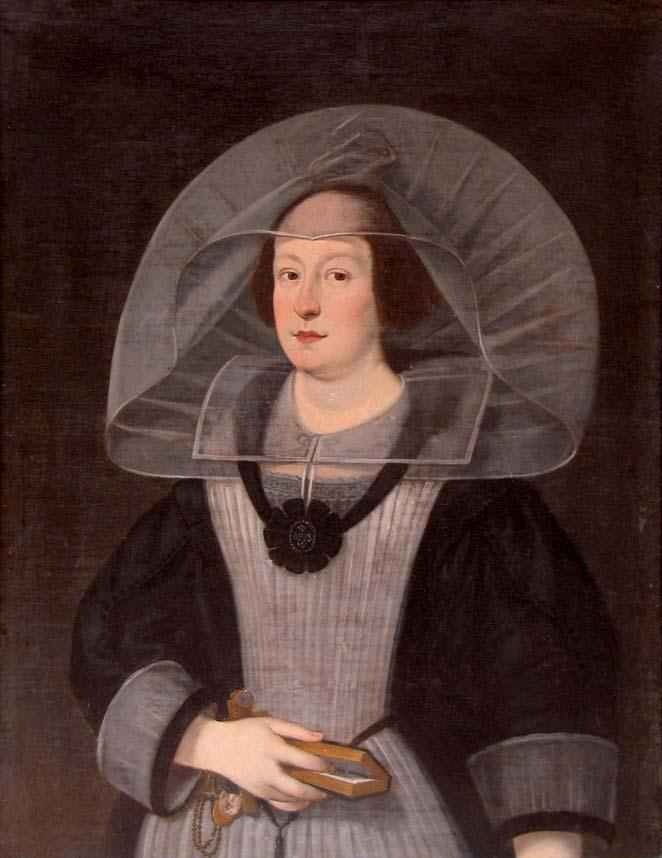
Maria Gonzaga

- 29. Oktober: Ferdinando Gonzaga, seit 1612 Herzog von Mantua und Markgraf von Montferrat, stirbt. Nachfolger wird sein jüngerer Bruder Vincenzo II. Gonzaga, der aber am 25. Dezember im Alter von 33 Jahren ebenfalls stirbt. Am Totenbett versucht er noch, die Nachfolge zu regeln, indem er seine Erbnichte Maria mit dem entfernten Verwandten Carlo II. Gonzaga verheiratet. Trotzdem bricht Anfang 1628 der Mantuanische Erbfolgekrieg aus.

#### Kaiserreich China
- 30. September: Nach dem Tod seines Bruders Tianqi wird Chongzhen sechzehnter und letzter chinesischer Kaiser der Ming-Dynastie.
- In China brechen Hungeraufstände unter den Bauern aus.

#### Weitere Ereignisse in Asien
- 28. Oktober: Nach dem Tod seines Vaters Jahangir wird Shah Jahan mit Unterstützung seines Onkels Asaf Khan, der seine Rivalen ausschaltet, fünfter Großmogul von Indien. Nur Jahan, Jahangirs Witwe, die in Lahore unter Hausarrest gestellt wird, unterstützt hingegen Shah Jahans Halbbruder Shahriyar, der am 7. November formell den Thron besteigt.
- Nach dem Tod von Pho Thisarath II. wird sein jüngerer Bruder Mom Kaeo König des laotischen Königreichs Lan Xang.

#### Karibik
Die Besiedlung der zu diesem Zeitpunkt menschenleeren Karibikinsel Barbados durch die Briten beginnt. Dabei werden Sklaven aus Irland und Indentur-Sklaven von den gesamten britischen Inseln angesiedelt.

### Wirtschaft und Gesellschaft
- Drei Jahre nach Hamburg ordnet auch die Hansestadt Lübeck die Errichtung einer Sklavenkasse an, die am 8. Mai 1629 eingerichtet wird.
- Die von König Ludwig XIII. privilegierte französische Handelsgesellschaft Compagnie de la Nouvelle France wird gegründet. Sie erhält von Kardinal Richelieu das Handelsmonopol zwischen Florida und den arktischen Gebieten und zwischen der Atlantikküste und dem in Europa noch unbekannten Westen Nordamerikas. Im Gegenzug verpflichtet sie sich, 4000 Siedler aus Frankreich zu holen.

### Wissenschaft und Technik

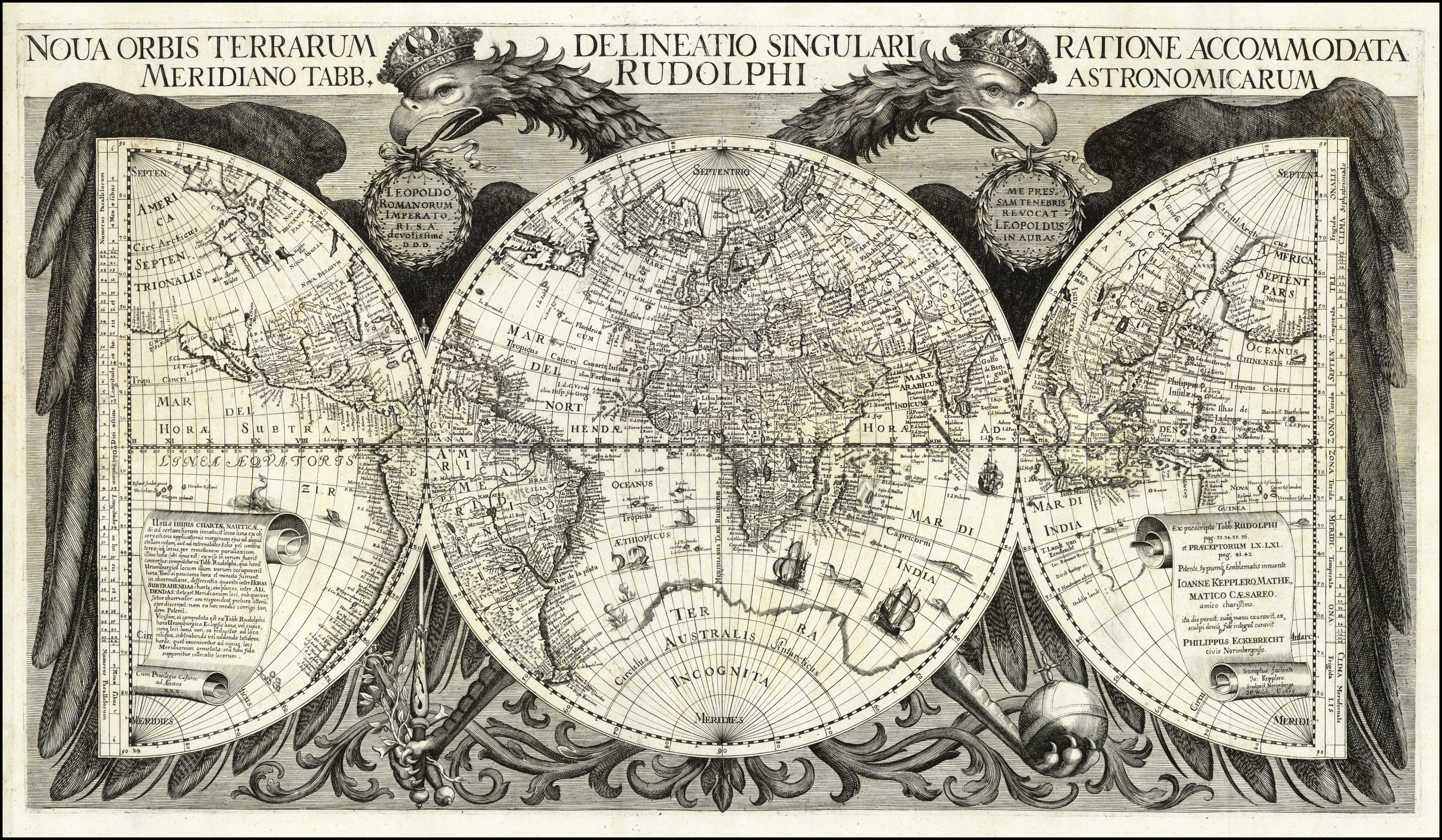
Kepler-Weltkarte in den Rudolfinischen Tafeln

- August: Johannes Kepler stellt in Ulm die Rudolfinischen Tafeln fertig, eine Sammlung verschiedener Tafeln und Regeln zur Vorhersage von Planetenkonstellationen.
- Der erste Teil der Parischen Chronik wird entdeckt.

### Kultur
- Am 1. April wird auf Schloss Hartenfels in Torgau die erste deutschsprachige Oper, Dafne, bei der Hochzeit von Sophie Eleonore von Sachsen mit Landgraf Georg II. von Hessen-Darmstadt aufgeführt. Komponist ist Heinrich Schütz, das Libretto stammt von Martin Opitz.
- Francis Bacons fragmentarisches utopisches Werk Nova Atlantis erscheint ein Jahr nach dem Tod des Autors in neulateinischer Sprache.

### Katastrophen
- 30. Juli: Durch ein Erdbeben wird die Stadt Torremaggiore beinahe völlig zerstört.

### Natur und Umwelt

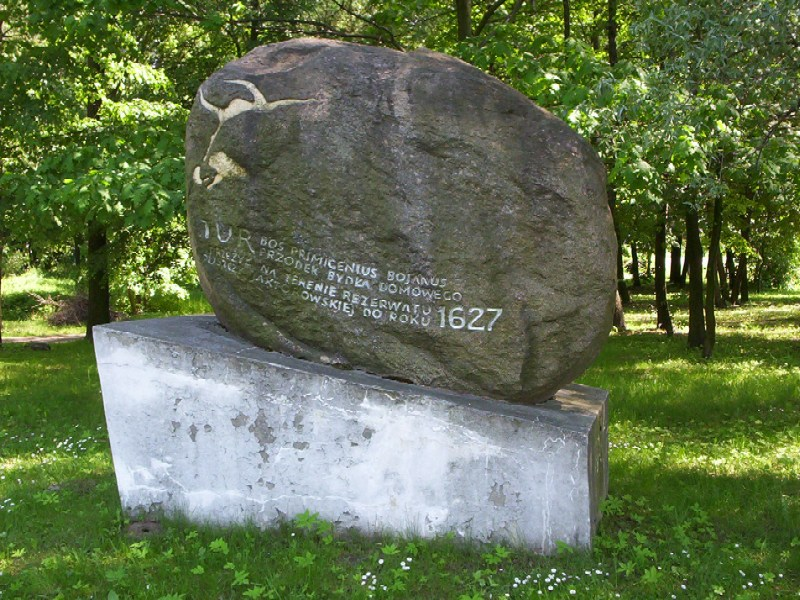
Denkmal für den letzten Auerochsen im polnischen Jaktorów

- In Polen stirbt der letzte Auerochse, eine Kuh, vermutlich an Altersschwäche. Die Wildform des Hausrindes ist damit weltweit ausgerottet.

## Geboren

### Erstes Halbjahr
- 01. Januar: John Gadbury, englischer Astrologe († 1704)
- 05. Januar: Daniel Beckher der Jüngere, deutscher Mediziner († 1670)
- 09. Januar: Jan Sobiepan Zamoyski, polnischer General und Wojewode von Kiew († 1665)
- 25. Januar: Johann Georg Lorenz, deutscher Pädagoge († 1689)

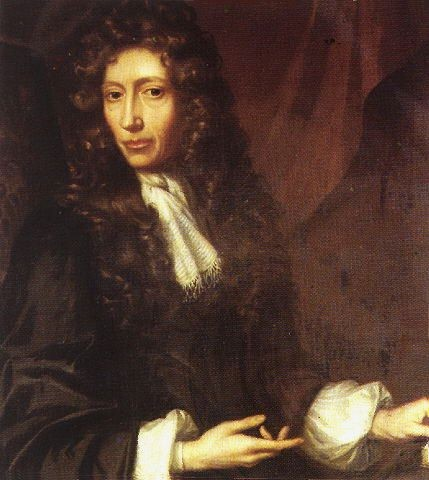
Robert Boyle

- 04. Februar: Robert Boyle, irischer Naturwissenschaftler († 1692)
- 04. Februar: Ludolf Lorenz von Krosigk, kurbrandenburgischer Kriegsrat, Kammerherr und Obrist († 1673)
- 13. Februar: Caspar Merian, deutscher Kupferstecher († 1686)
- 28. Februar: Aubrey de Vere, 20. Earl of Oxford, englischer Adeliger († 1703)
- 08. März: Elisabeth Angélique de Montmorency, französische Adelige, Herzogin von Châtillon († 1695)
- 09. März: Thomas Howard, 5. Duke of Norfolk, englischer Adeliger († 1677)
- 12. April: Christoph Arnold, deutscher Theologe, Kirchenlieddichter und Dichter († 1685)
- 02. Mai: Philipp Jakob Baudrexel, deutscher Theologen, Komponist, Hof- und Domkapellmeister († 1691)
- 16. Mai: Willem van Aelst, niederländischer Stilllebenmaler († 1683)
- 16. Mai: Rudolf August, Herzog von Braunschweig und Lüneburg, Fürst von Braunschweig-Wolfenbüttel († 1704)
- 29. Mai: Anne Marie Louise d’Orléans, Herzogin von Montpensier († 1693)

### Zweites Halbjahr
- 01. Juli: Anna Maria von Mecklenburg, Herzogin von Sachsen-Weißenfels († 1669)
- 22. Juli: Christoph Ignaz Abele, österreichischer Rechtsgelehrter und Hofbeamter († 1685)
- 28. Juli: Johann Franz Desideratus, Graf bzw. Fürst von Nassau, Graf von Katzenelnbogen, Vianden und Diez († 1699)
- 01. August: Luise Christine von Savoyen-Carignan, Prinzessin von Savoyen, durch Heirat Markgräfin von Baden († 1689)
- 02. August: Samuel van Hoogstraten, niederländischer Maler († 1678)
- 11. August: Theodor Timmermann, Apotheker, Bürgermeister von Mannheim und Bürgermeister der Pfälzer Kolonie in Magdeburg († 1700)
- 30. August: Itō Jinsai, japanischer konfuzianischer Philosoph († 1705)
- 31. August: Christian von Hohenlohe-Waldenburg-Bartenstein, Hofbeamter und Politiker († 1675)
- 11. September: Johann Ernst II., Herzog von Sachsen-Weimar († 1683)
- 16. September: Philipp von der Pfalz, pfälzischer Prinz († 1650)
- 27. September: Jacques Bénigne Bossuet, französischer Bischof und Autor († 1704)
- 05. November: Hermann Egon von Fürstenberg-Heiligenberg, Oberhofmeister, Kämmerer, Geheimrat und Hofmarschall des bayrischen Kurfürsten Ferdinand Maria († 1674)
- 17. November: Johann Georg II., regierender Fürst zu Anhalt-Dessau  († 1693)
- 20. November: Charlotte von Hessen-Kassel, Prinzessin von Hessen-Kassel, durch Heirat Kurfürstin von der Pfalz († 1686)
- 29. November: John Ray, britischer Naturalist, manchmal „Vater der britischen Naturhistorie“ genannt († 1705)
- 07. Dezember: Luise Henriette von Oranien, Kurfürstin von Brandenburg († 1667)

### Genaues Geburtsdatum unbekannt
- Benedict Annon, italienischer Steinmetz und Bildhauer († 1702)
- John Hall, englischer Schriftsteller († 1656)
- Dorothy Osborne, britische Verfasserin von Briefen († 1695)
- Francesco della Torre, königlich Prager Hofsteinmetzmeister († 1687)
- Lurainz Wietzel, Schweizer Jurist und Übersetzer des Genfer Psalters und pietistischer Erbauungsliteratur ins Ladinische († 1670)

## Gestorben

### Erstes Halbjahr
- 27. Januar: Cäcilie Wasa, schwedische Prinzessin und Markgräfin von Baden-Rodemachern (* 1540)
- 28. Januar: Gerhard Rantzau, 1600–1627 dänischer Statthalter im königlichen Anteil Schleswig-Holsteins (* 1558)
- 30. Januar: Sophia Agnes von Langenberg, Kölner Nonne, Opfer der Kölner Hexenverfolgungen (* 1597/1598)

Grab Karls I. in der Fürstengruft in Vranov u Brna

- 12. Februar: Karl I., österreichischer Adliger, erster Fürst von Liechtenstein (* 1569)
- 22. Februar: Olivier van Noort, niederländischer Seefahrer (* 1558)
- 12. März: Giovanni Battista Paggi, italienischer Kunstschriftsteller und Maler (* 1554)
- 22. März: Cornelis van Aerssen, niederländischer Staatsmann, Diplomat und Jurist (* 1545)
- 23. März: Ludovico Zacconi, italienischer Musiktheoretiker (* 1555)
- 30. März: Enoch Pöckel, Jurist, Ratsmitglied und Ratsbaumeister in Leipzig, Hammerherr im Erzgebirge (* 1578)
- 20. April: Peter Ficker, kursächsischer Floßmeister und frühkapitalistischer Unternehmer (* vor 1580)
- 01. Mai: Friedrich Balduin, deutscher lutherischer Theologe (* 1575)
- 18. Mai: Valerius Herberger, deutscher lutherischer Theologe (* 1562)
- 19. Mai: Katharina Henot, Kölner Patrizierin und Postmeisterin, Opfer der Kölner Hexenverfolgungen (* 1570/1580)
- 24. Mai: Luis de Góngora, spanischer Lyriker und Dramatiker (* 1561)
- 27. Mai: Eberhard Bronchorst, niederländischer Rechtswissenschaftler (* 1554)
- 04. Juni: Marie de Bourbon, Herzogin von Montpensier aus eigenem Recht (* 1605)
- 06. Juni: Gebhard XXIII. von Alvensleben, Amtshauptmann von Beeskow, Storkow, Cottbus und Peitz (* 1584)
- 22. Juni: François de Montmorency-Bouteville, französischer Adliger (* 1600)

### Zweites Halbjahr
- 16. Juli: Hans Ludwig von Ulm, Reichsvizekanzler des Heiligen Römischen Reiches (* 1567)
- 17. Juli: Lieven de Key, niederländischer Architekt (* um 1560)
- 20. Juli: Guðbrandur Þorláksson, isländischer Bischof, Mathematiker und Kartograph (* 1541)
- 04. August: Christina Morhaubt, Opfer der Hexenverfolgung im Bistum Bamberg
- 27. August: Francesco Maria Bourbon Del Monte, italienischer Kardinal (* 1549)
- 08. September: Juan Sánchez Cotán, spanischer Maler (* 1560)
- 17. September: Wilhelm Ulrich Romanus, deutscher Rechtswissenschaftler (* 1598)
- 29. September: Johannes Acronius, ostfriesischer Theologe (* 1565)
- 30. September: Tianqi, fünfzehnter Kaiser der chinesischen Ming-Dynastie (* 1605)
- 19. Oktober: Wei Zhongxian, chinesischer Obereunuch in der Verbotenen Stadt (* 1568)
- 21. Oktober: Isaac Lardin von Limbach, protestantischer Obrist und Kommandant der Festung Nienburg

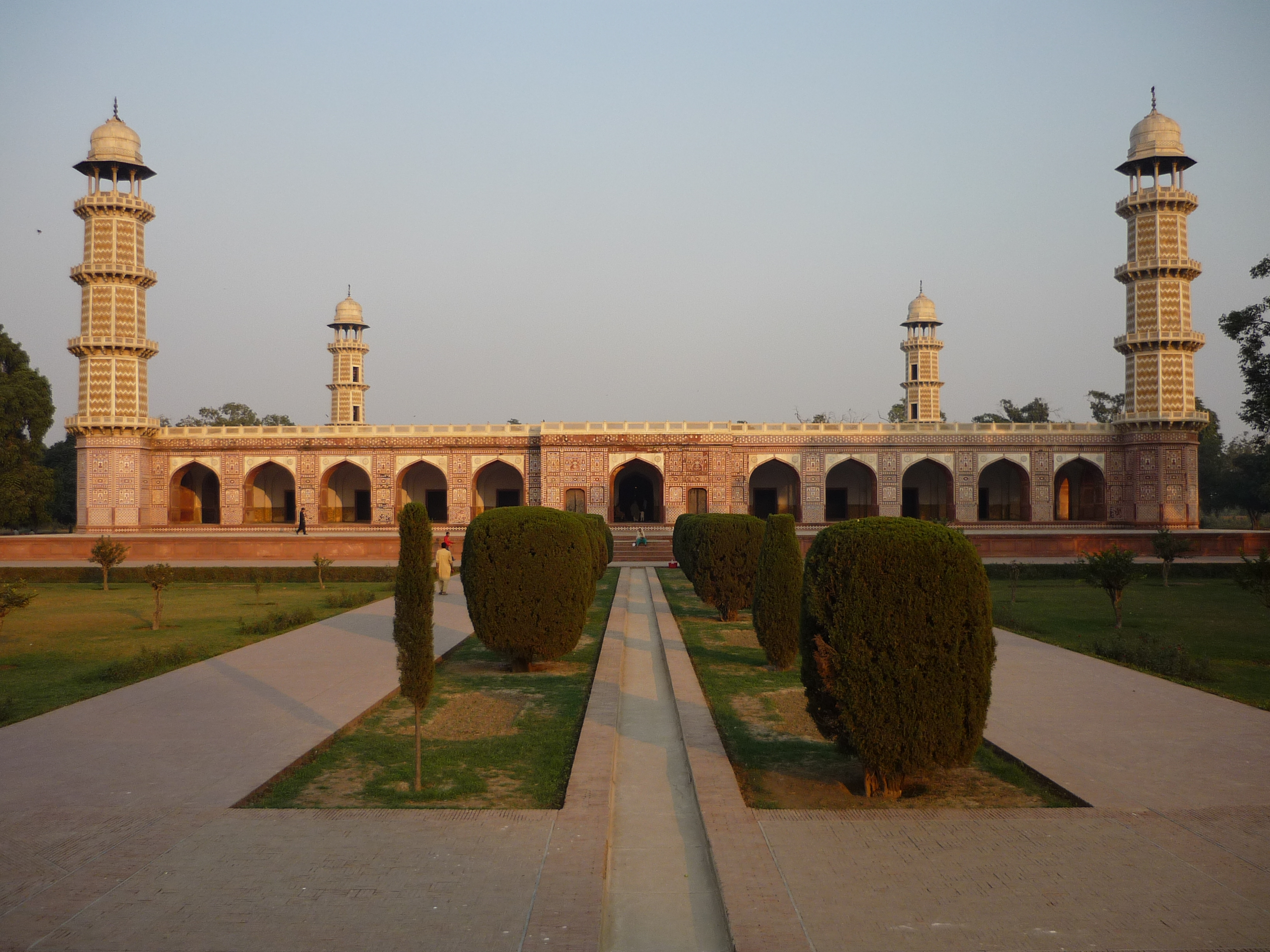
Jahangirs Mausoleum

- 28. Oktober: Jahangir, vierter indischer Großmogul (* 1569)
- 08. November: Ludwig II. von Nassau-Weilburg, Graf von Nassau-Weilburg (* 1565)
- 16. Dezember: Sebastián Aguilera de Heredia, spanischer Organist und Komponist (* 1561)
- 25. Dezember: Vincenzo II. Gonzaga, Herzog von Mantua (* 1594)
- 31. Dezember: Christine von Salm, Gräfin von Vaudémont (* 1575)

### Genaues Todesdatum unbekannt
- Martin Galíndez, spanischer Maler und Holzschnitzer (* 1547)
- Abdul Rahim Khan-e-Khana, Feldherr und Dichter im Mogulreich